# Follia (romanzo)
(Patrick McGrath, "Follia" p. 70)
Follia è un romanzo psicologico di Patrick McGrath ambientato nel 1959 in Inghilterra. Il romanzo è la cronaca di una storia di ossessione sessuale narrata dal punto di vista di uno psichiatra. Nel 2005 dal romanzo è stato tratto un film omonimo, con la regia di David Mackenzie.

## Trama
Il romanzo è narrato in prima persona da Peter, uno psichiatra che lavora in un grande manicomio di Londra. Peter narra il caso clinico di Stella, moglie frustrata di Max, vicedirettore del manicomio: questa conosce Edgar Stark, paziente in regime di semilibertà che viene quasi ogni giorno a curare il suo giardino e restaurare una grande serra vittoriana ormai cadente. Edgar, scultore e artista dalla grande intensità creativa, è anche un fascinoso manipolatore che entra prepotentemente nella vita di Stella, travolgendo ogni sua resistenza. La passione sessuale scoppia selvaggia e ossessiva e la salute mentale di Stella, la sua vita noiosa ma rispettabile vanno in pezzi. 
Ma Edgar ha un piano: sottrae dalla camera da letto matrimoniale i vestiti di Max e fugge. A quel punto è chiaro che Stella è coinvolta: viene interrogata, dal marito e dagli psichiatri responsabili dell'istituto, che a loro volta sono messi sotto pressione dalla stampa per la pericolosità del fuggitivo. Edgar infatti è un paranoico che ha crisi violentissime di rabbia. In una di queste, convinto dell'infedeltà della moglie Ruth, l'ha uccisa e fatta a pezzi, lavorandone poi la testa come fosse una scultura.
Stella non regge più la tensione, scappa a Londra, trova Edgar e trascorre con lui tre settimane in uno spazio industriale abbandonato, rifugio di vagabondi, artisti e criminali. Per la prima volta si sente libera, sessualmente e mentalmente, si abbandona alla sfrenatezza, passa da una sbronza all'altra e resta intere giornate a letto con Edgar che la soddisfa e la comprende profondamente.
(Pg. 123)
Tuttavia in breve Edgar manifesta nuovi segni di squilibrio: cerca di ritrarre la testa di Stella ma non riesce a plasmare nella creta quello che gli agita la mente. Inizia la violenza nei confronti di Stella, che, dopo esser stata malmenata e minacciata con un coltello, scappa con la complicità di un amico di Edgar, Nick. Edgar la insegue, ma la donna riesce a nascondersi da lui seducendo Nick. Più avanti Stella viene arrestata dalla polizia e riportata a casa. 
Una penosa riconciliazione - di facciata - con il marito la getta nella più profonda depressione: la donna aumenta le dosi di gin e diventa completamente indifferente ai sentimenti di Max e Charlie, il figlio dodicenne.
Max nel frattempo è stato giudicato inaffidabile e allontanato dal manicomio. Si trasferiscono in una località inospitale del Galles del nord dove Max è costretto ad accettare un lavoro demansionato e frustrante. Vivono in una fattoria isolata il cui proprietario riesce a ottenere i favori sessuali di Stella. La vita si trascina con fatica crescente fino a quando, durante una gita scolastica, Charlie annega in uno stagno gelato, sotto gli occhi indifferenti della madre. 
Stella viene nuovamente arrestata per non aver chiamato aiuto né cercato di salvare il figlio. Questa volta Max l'abbandona e Stella finisce nello stesso manicomio dove aveva conosciuto Edgar. Il medico che la prende in cura è Peter, il narratore, che ora dirige l'istituto. Dopo le prime giornate di spaesamento, curata con massicce dosi di psicofarmaci, Stella sembra riprendersi lentamente, sotto l'occhio attento di Peter che rimane affascinato da questo caso clinico: ne controlla ora per ora le pulsioni, non senza lanciarle dei tranelli atti a far venir fuori le sue più profonde follie. Per tenderle una trappola psicologica Peter le ha detto che Edgar è stato catturato e rinchiuso nello stesso manicomio, per poi ritrattare; la reazione indifferente di Stella induce l'uomo a pensare che ormai abbia dimenticato Edgar.
Peter, ormai anziano e alla vigilia della pensione, pian piano viene sedotto a sua volta da Stella e le propone di sposarlo: la donna sembra completamente ristabilita e pronta per uscire dall'istituto e sistemarsi a casa di Peter in una ritrovata quiete familiare. Infatti la donna accetta, ma l'intera personalità che ella si è creata per ottenere i favori di Peter è una finzione. La sua grande passione è spezzata per sempre, il figlio è morto per colpa sua, non c'è più niente per cui vivere:  la donna si dà la morte mediante una scorta di sonniferi nascosta in un vecchio reggiseno. A Peter, che capisce troppo tardi l'inganno di Stella, rimane la scultura della sua testa realizzata da Edgar e fatta fondere in bronzo scuro. L'uomo, libero suo malgrado dalla malia di Stella ma non dal fascino del suo caso in generale, decide di spostare tutte le sue attenzioni su Edgar, a sua completa disposizione nella cella d'isolamento del manicomio.

## Adattamenti
- Nel 2005 dal romanzo è stato tratto un film omonimo, con la regia di David Mackenzie, con Natasha Richardson, Marton Csokas, Ian McKellen e Hugh Bonneville con un cast che comprende anche Sean Harris, Joss Ackland, Wanda Ventham, Maria Aitken e Judy Parfitt. il finale del film è leggermente diverso da quello del romanzo e la figura del narratore, Peter, è più chiaramente negativa[1].